# 降E大調交響曲 (阿貝爾)
卡尔·弗里德里希·阿贝尔的E♭大調交响曲，作品7之6（或目錄第18號），曾经被認為是莫扎特的「第3號」交響曲，然而根据今天的学术研究，它被认为不是莫扎特自己的作品，從而自《新莫扎特全集》除名。
在布賴特科普夫與黑特爾出版的《舊莫扎特全集》中，將此曲列為第3號交響曲，起因是莫扎特所持有的一份抄稿被錯誤地認定是他的原創作品。事實上，莫扎特在1764年造訪倫敦時，出於習作的目的，而將阿貝爾所著的這首交響曲謄寫了一遍。至於不同之處，則是莫扎特將原著的雙簧管部分以單簧管替代之。

## 分析
樂曲分为三个樂章：
1. 極快的快板
2. 行板
3. 急板

以下是第一樂章主題：